# Senianske rybníky
Senianske rybníky este o arie protejată (arie de protecție specială avifaunistică — SPA) din Slovacia întinsă pe o suprafață de 2.668,47 ha, integral pe uscat.

## Localizare
Centrul sitului Senianske rybníky este situat la coordonatele 48°41′01″N 22°03′45″E / 48.683661°N 22.062425°E.

## Înființare
Situl Senianske rybníky a fost declarat arie de protecție specială avifaunistică în iulie 2003 pentru a proteja 57 de specii de animale.

## Biodiversitate
Situată în ecoregiunea panonică, aria protejată conține 3 habitate naturale: Pajiști aluvionare inundabile, de Cnidion dubii, Fânețe de joasă altitudine (Alopecurus pratensis, Sanguisorba officinalis), Lacuri eutrofice naturale cu vegetație de tip Magnopotamion sau Hydrocharition.
La baza desemnării sitului se află mai multe specii protejate:
- păsări (54): rață pitică (Anas crecca), rață mare (Anas platyrhynchos), Anas strepera strepera, gârliță mare (Anser albifrons), gârliță mică (Anser erythropus), gâscă de semănătură (Anser fabalis), egretă mare (Ardea alba), stârc roșu (Ardea purpurea), stârc galben (Ardeola ralloides), ciuf de câmp (Asio flammeus), rață-cu-cap-castaniu (Aythya ferina), rața moțată (Aythya fuligula), rață roșie (Aythya nyroca), buhai de baltă (Botaurus stellaris), Bucephala clangula, fugaci de țărm (Calidris alpina), prundaș de nămol (Calidris falcinellus), fugaci roșcat (Calidris ferruginea), fugaci mic (Calidris minuta), bătăuș (Calidris pugnax), prundăraș de sărătură (Charadrius alexandrinus),  prundaș gulerat mic (Charadrius dubius), chirichița cu obraz alb (Chlidonias hybrida), chirighiță-cu-aripi-albe (Chlidonias leucopterus), erete de stuf (Circus aeruginosus), erete vânăt (Circus cyaneus), cristeiul de câmp (Crex crex), egretă mică (Egretta garzetta), becațină comună (Gallinago gallinago), cocor (Grus grus), codalb (Haliaeetus albicilla), pescăriță mare (Hydroprogne caspia), stârc pitic (Ixobrychus minutus), sitar de mâl (Limosa limosa), rață fluierătoare (Mareca penelope), cormoran mic (Microcarbo pygmaeus), culic mare (Numenius arquata), Numenius phaeopus, stârc de noapte (Nycticorax nycticorax), vultur pescar (Pandion haliaetus), cormoran mare (Phalacrocorax carbo), notatița cu ciocul subțire (Phalaropus lobatus), lopătar (Platalea leucorodia), țigănuș (Plegadis falcinellus), ploier auriu (Pluvialis apricaria), corcodel mare (Podiceps cristatus), corcodel-cu-gât-negru (Podiceps nigricollis), ciocântors (Recurvirostra avosetta), Spatula clypeata, rață cârâitoare (Spatula querquedula), fluierar de mlaștină (Tringa glareola), fluierar de lac (Tringa stagnatilis), fluierarul cu picioare roșii (Tringa totanus), nagâț (Vanellus vanellus)
- amfibieni (1): buhai de baltă cu burta roșie (Bombina bombina)
- nevertebrate (2): Anisus vorticulus, Unio crassus

Pe lângă speciile protejate, pe teritoriul sitului au mai fost identificate 9 specii de plante, 5 specii de mamifere.